# Peach-Pit
Peach-Pit (jap. ピーチ・ピット Momo-no-Tane) – duet mangaczek, Banri Sendo i Shibuko Ebara.
Ich pseudonim pochodzi od baru, pojawiającym się w serialu Beverly Hills, 90210. Ilustracje są rysowane w stylu mang bishōjo.

## Prace
- DearS
- Rozen Maiden
- Zombie Loan
- Shugo Chara!
- Prism Palette
- Momo No Tane - Peach-Pit Early Collection
- Peach-Pit picture water catchment honey mirror
- Peach-Pit book of paintings